# Un amore all'improvviso
Un amore all'improvviso (The Time Traveler's Wife) è un film del 2009 diretto dal regista tedesco Robert Schwentke, adattamento cinematografico del romanzo La moglie dell'uomo che viaggiava nel tempo di Audrey Niffenegger.
Il film è stato distribuito nelle sale cinematografiche statunitensi il 14 agosto 2009, mentre in Italia il 2 ottobre 2009.

## Trama
Henry De Tamble è un bibliotecario che, a causa di una malattia genetica, quando si trova sotto stress viaggia nel tempo. I suoi viaggi nel tempo, totalmente al di fuori dal suo controllo, possono durare anche lunghi periodi, mettendo a rischio la sua relazione romantica con la moglie, l'artista Claire Abshire, che l'uomo aveva avuto modo di conoscere durante i suoi viaggi temporali quando la donna era solo una bambina.

## Produzione
Ancora prima della pubblicazione del romanzo nel 2003, la New Line Cinema ne acquistò i diritti per poterne fare un film, così commissionò allo sceneggiatore Jeremy Leven la stesura dello script. Al progetto furono interessati i registi Steven Spielberg e David Fincher, ma nel marzo del 2005 si avviò una trattativa con Gus Van Sant quando, ad un passo dalla firma, la trattativa non andò a buon fine e la regia fu infine assegnata a Robert Schwentke. Ad inizio 2007 la New Line contattò lo sceneggiatore Bruce Joel Rubin per riscrivere in parte la sceneggiatura di Leven. Le riprese iniziarono il 10 settembre 2007 a Toronto.

## Riconoscimenti
- 2010 - Saturn Awards
  - Candidatura Miglior film fantasy
  - Candidatura Miglior attrice emergente a Brooklynn Proulx
- 2010 - Teen Choice Awards
  - Candidatura Miglior film sci-fi
  - Candidatura Miglior attrice di film sci-fi a Rachel McAdams
- 2010 - Young Artist Awards
  - Candidatura Miglior attore giovane non protagonista a Alex Ferris